# Affaire Dominique Aubry
 (décembre 2018).
L'affaire Dominique Aubry est une affaire judiciaire française concernant la découverte le 1er décembre 2005 du corps de Dominique Aubry, 57 ans, retrouvée par un de ses meilleurs amis pendue à un escalier en colimaçon dans sa luxueuse péniche (La Martinique) des bords de Seine à Neuilly-sur-Seine (Hauts-de-Seine) face au pont de Puteaux au pied des tours de La Défense.

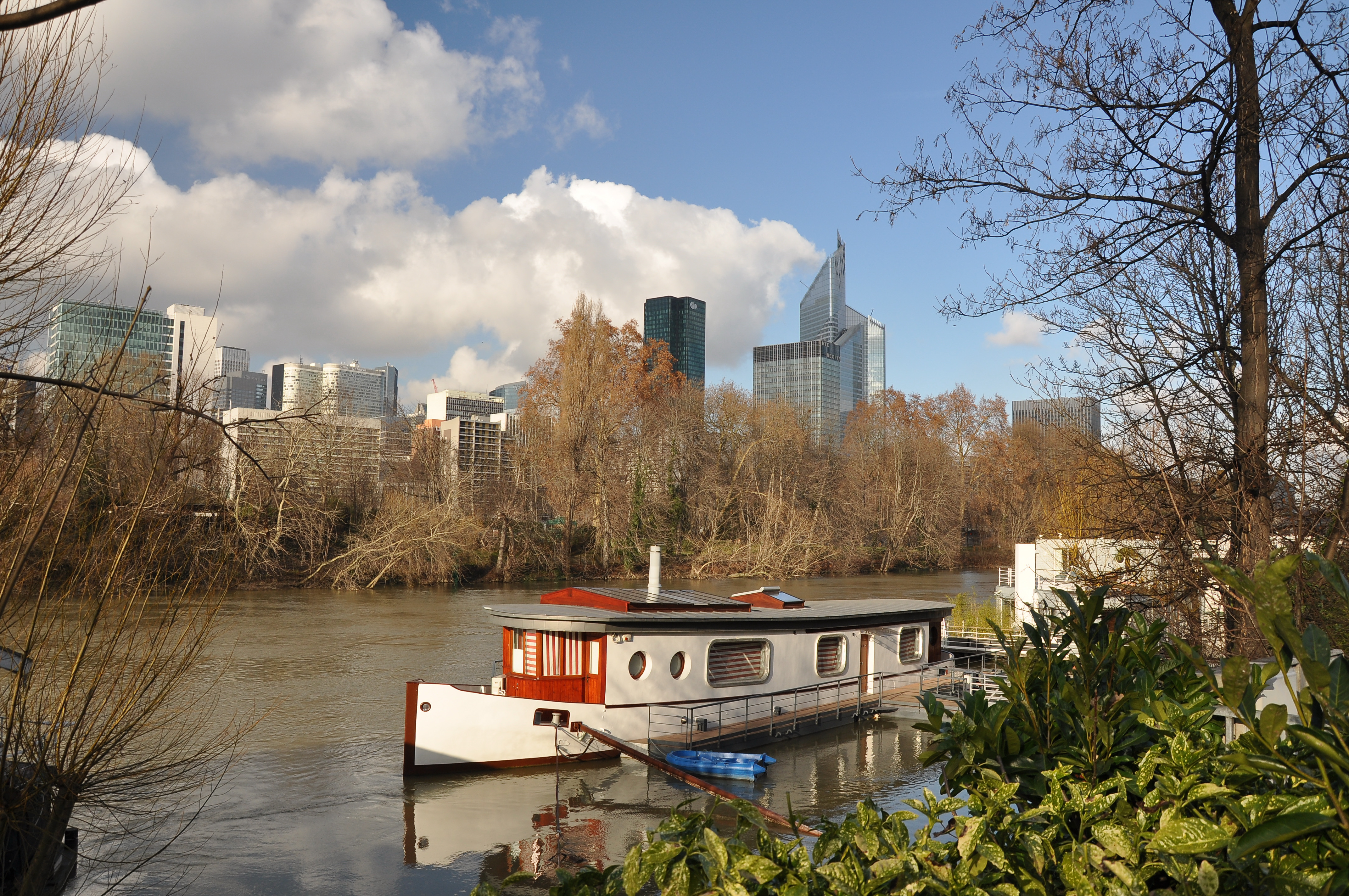
Une péniche sur la Seine, amarrée à Puteaux

## Biographies
Déprimée depuis la mort de son mari Jean Aubry, un célèbre antiquaire et marchand d'art, quelques mois plus tôt, cette riche veuve bourgeoise et rock 'n' roll — selon l'expression de ses proches — consommait beaucoup d'alcool et d'anxiolytiques et aurait mis volontairement fin à ses jours (elle avait d'ailleurs fait une première tentative de suicide quelques mois plus tôt). Le 23 janvier 2006, le parquet de Nanterre classe l’affaire. Cependant la famille ne croit pas du tout au suicide de celle que l'on surnommait « Libellule », mais que l'on n'appelait pas autrement que « Libé ». C'est pourquoi sa mère et son frère Frédéric — exclu de l'héritage des Aubry pour cause de brouille familiale — portent plainte contre X pour homicide, en se constituant partie civile.

## Faits et enquête
Très vite, les soupçons vont se porter sur les deux jeunes hommes qui la fréquentaient le plus avant sa mort : d'une part Franck Renard-Payen (fils d’un ancien magistrat conseiller à la Cour de cassation puis directeur général de la gendarmerie, et d’une mère médecin radiologue, il est le factotum du couple Aubry) qui a découvert le corps ; d'autre part Olivier Henri Eustache en raison notamment de l'existence d'un testament établi par la défunte en présence d'Eustache qui fait de Renard Payen l'unique héritier du vaste patrimoine de Dominique Aubry (14 millions d’euros),,.
Les enquêteurs les soupçonnent d'avoir maquillé le meurtre de Dominique Aubry en suicide dans un but crapuleux pour ainsi bénéficier de cet important héritage.
Une dizaine de demandes d'expertises va émailler cette mystérieuse affaire, mais aucune d'entre elles ne s'avérera assez concluante pour convaincre les jurés de la culpabilité des deux hommes. La plupart des questions restant en suspens tourneront autour du fait de savoir si une personne alcoolisée ayant pris des médicaments est en état de se pendre, sachant que le nœud coulant de la corde semble assez « sophistiqué ».

## Procès
Acquittés une première fois par la cour d'assises de Nanterre en mars 2014, les deux accusés le sont à nouveau en appel le 19 octobre 2015 par la cour d'appel de Versailles et donc acquittés de la commission de ce présumé crime.

## Suites
En 2024, l'héritage de 14 millions d'euros est toujours bloqué.

## Articles de presse
- « Renard Payen, un homme "fragile" et "immature" accusé d'avoir "suicidé" une veuve » Article publié le 4 mars 2014 dans 20 minutes.
- « Procès autour de la mort d'une riche veuve » Article publié le 5 mars 2014 dans Paris Match.
- « Au procès : qui héritera du magot de la veuve "rock’n’roll" ? » Article de Brigitte Vital-Durand publié le 7 mars 2014 dans Le Nouvel observateur.
- « Quand la cour d'assises visite la luxueuse péniche de la veuve retrouvée pendue » Article publié le 14 mars 2014 dans Le Point.
- « Meurtre de Dominique Aubry : les deux accusés acquittés » Article publié le 18 mars 2014 dans Le Point.
- « Acquittements au procès de la veuve de Neuilly : "L’ordre bourgeois violé" » Article de Brigitte Vital-Durand publié le 18 mars 2014 dans Le Nouvel observateur.
- « Affaire de la veuve "suicidée" à Neuilly : ses deux confidents rejugés » Article de Guillaume Descours publié le 5 octobre 2015 dans Le Figaro.
- « Une richissime veuve retrouvée pendue à Neuilly-sur-Seine : meurtre ou suicide ? » Article publié le 5 octobre 2015 dans La Dépêche du Midi.
- « Le mystère de la veuve "suicidée" de Neuilly rejugé aux assises » Article publié le 5 octobre 2015 dans Le Nouvel observateur.
- « Assises. Mais qui a "suicidé" la riche veuve de Neuilly ? » Article publié le 5 octobre 2015 dans Ouest-France.
- « Qui a "suicidé" la riche veuve à Neuilly ? Ses deux confidents rejugés » Article publié le 5 octobre 2015 dans La Croix.
- « Le procès de Frankie, l'ami qui voulait du bien » Article publié le 7 octobre 2015 dans La Dépêche du Midi.
- « Veuve "suicidée" à Neuilly : l'idée d'un expert, la perpétuité ou la liberté » Article publié le 8 octobre 2015 dans Nice-Matin
- « Au procès de la riche veuve "suicidée", étalage de splendeurs et misères » Article publié le 12 octobre 2015 dans Paris Normandie, également publié dans Nice-Matin.
- « Au procès de la riche veuve "suicidée" de Neuilly, l'accusation à la peine » Article publié le 13 octobre 2015 dans L'Express.
- « Mort de la riche veuve de Neuilly : l'accusé blanchi hérite de 14 M€ » Article publié le 19 octobre 2015 dans Le Parisien.
- « Acquittements au procès de la riche "suicidée" de Neuilly » Article d'Anne Jouan publié le 19 octobre 2015 dans Le Figaro.
- « Riche veuve pendue à Neuilly : Les deux hommes poursuivis acquittés en appel » Article publié le 19 octobre 2015 dans 20 minutes.
- « L'innocence à nouveau reconnue des deux amis de la riche veuve pendue de Neuilly » Article publié le 19 octobre 2015 dans Nice-Matin, également publié le 20 octobre 2015 dans La République des Pyrénées.

## Documentaires télévisés
- « L'affaire Aubry : un malheur n'arrive jamais seul » (premier reportage) le 5 novembre 2014 dans Enquêtes criminelles : le magazine des faits divers sur W9.
- « La millionnaire suicidée » (premier reportage) dans «... en bord de Seine » les 9, 16, 24 novembre et 9 décembre 2015 dans Crimes sur NRJ 12.
- « Pendaison mystérieuse sur la péniche » le 3 juin 2017 dans Indices sur Numéro 23.
- « Dominique Aubry, le mystère de la péniche » le 4 février 2018 dans Faites entrer l'accusé présenté par Frédérique Lantieri sur France 2.
- « La pendue qui valait 14 millions » (troisième reportage) dans « L'argent ne fait pas le bonheur » le 25 avril 2019 dans Héritages sur NRJ 12.

## Émission radiophonique
- « Meurtre ou suicide ? L'affaire de la riche veuve de Neuilly » le 7 mars 2014 dans Dans le prétoire sur France Inter.
- « L'affaire de la pendue de la péniche » le 28 octobre 2015 et le 23 octobre 2018 dans L'heure du crime de Jacques Pradel sur RTL.